# Дом П. С. Зарембы
Дом П. С. Зарембы — памятник градостроительства и архитектуры в историческом центре Нижнего Новгорода, Большая Печёрская улица, 12. Построен в 1810-х годах. Автор проекта не установлен.
Одно из старейших зданий в Нижнем Новгороде. В 2005 году сильно пострадало от пожара и до сих пор находится в руинированном состоянии.
В 2021 году были проведены работы по консервации здания.

## История
Домовладение, где расположен памятник, является фрагментом застройки квартала в границах улиц Большой Печерской, Нестерова, Семашко и Минина, расположенного в северо-восточной части исторической территории Старый Нижний Новгород. Современную планировку эта местность, так называемого «околоградия» (за линией бывшего средневекового Малого Острога), получила по регулярному плану 1770 года. Кварталы здесь разрешалось застраивать деревянными зданиями по «образцовым» фасадам.
История домовладения прослеживается с 1813 года, когда коллежская секретарша П. С. Заремба приобрела в собственность у купца А. А. Трушенинникова участок на Большой Печерской улице. Новая собственница выстроила на участке существующий сегодня одноэтажный деревянный дом с антресольным этажом в дворовой части, отмеченный на плане 1818 года. Автор проекта здания не установлен.
В последующие годы усадьба неоднократно переходила из рук в руки. Планировка дома и его декор были изменены во второй половине XIX века. Предположительно, это случилось уже в конце 1860-х годов, когда активное строительство на усадьбе затеял новый владелец — потомственный почётный гражданин Ф. С. Волков. Именно тогда с восточной стороны дома был пристроен второй входной тамбур. 
До конца 1890-х годов домом владел нижегородский городской голова (1893-1897) Д. Н. Дельвиг, затем – купец II-й гильдии, управляющий пароходной конторой наследницы Курбатова О. П. Карповой, гласный городской думы (1901-1913) Яков Иванович Шавин.   
В 1918 году домовладение было экспроприировано и дом приспособлен под квартиры, с изменением внутренней планировки. К концу 1940-х годов утрачен входной тамбур с восточной стороны. Главный фасад сохранял свой облик, другие фасады были частично утрачены.
Решением Горьковского облисполкома от 18 декабря 1989 года дом взят под охрану государства, как памятник градостроительства и архитектуры регионального значения. В 2005 году здание сильно пострадало от пожара и до настоящего времени находится в руинированном состоянии.

## Архитектура
Деревянный дом имел семь окон, крайние из которых были выделены висячими лопатками с треугольными окончаниями под подоконной тягой. Все окна прямоугольной формы были украшены рамочными профилированными наличниками с ушками. Над окнами располагались карнизы на кронштейнах. Под окнами — горизонтальные вытянутые накладки.  